# Гражданская война в Венесуэле (1846—1847)
Гражданская война в Венесуэле (1846—1847), или Сельское восстание, — революционное движение, выразившееся в вооруженном конфликте между сторонниками либеральной и консервативной партий и спровоцированное сельскохозяйственным кризисом в стране.

## Предпосылки
Основными причинами гражданской войны были серьезный кризис, который переживала страна с 1842 года, недовольство сельского населения фискальными мерами, осуществляемыми правительством Карлоса Сублетте с 1843 года, разжигание страстей либералами во главе с Антонио Леокадио Гузманом, который жестко критиковал консервативное правительство. Это привело в июне 1844 года к восстанию в Вилья-де-Кура во главе с Хуаном Сильвой, восстанию в сентябре в Оритуко под командованием Хуана Селестино Сентено и штурму тюрьмы в Колабосо в декабре 1845 года отрядом Хуана и Хосе Габриэля Родригесов. Они были быстро подавлены правительством, но стали доказательством усугубления ситуации в стране.

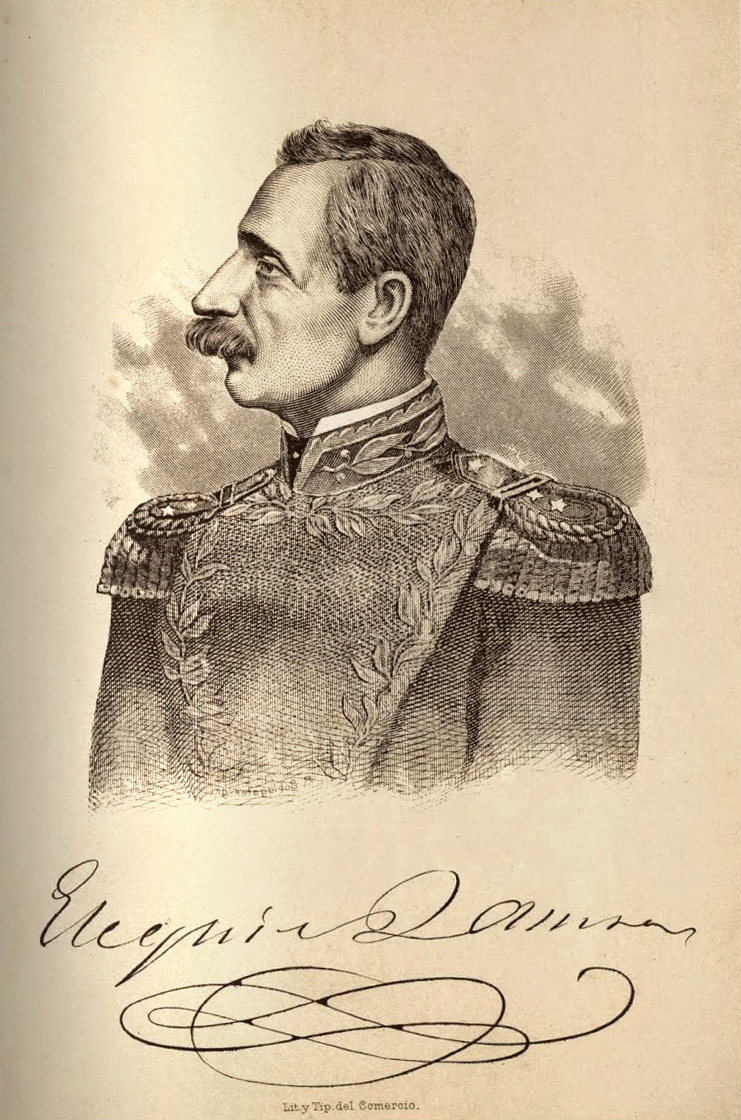
Эсекиель Самора

В середине 1846 года экономическое и социальное положение ухудшилось, что привело к политическому хаосу в период президентской кампании в августе того же года. Основными конкурентами были Хосе Тадео Монагас, Антонио Леокадио Гузман, Бартоломе Салом, Хосе Феликс Бланко и Хосе Грегорио Монагас. Сублетте увеличил число призывников, чтобы устрашить своих противников и оказать давление на избирателей. Выборы были проведены в срок, но общий хаос в стране привел к тому, что их результаты были оспорены.
Чтобы успокоить ситуацию, генерал Сантьяго Мариньо планировал встретиться с генералом Хосе Антонио Паэсом, лидером консерваторов в Маракае, и Антонио Леокадио Гузманом, жившем в Каракасе, чтобы достичь соглашения с оппозицией. Однако Гузман отбыл в долины Арагуа с большим количеством сторонников, принимая по пути новые силы. Правительство встревожилось этим и привело войска в боевую готовность 1 сентября. В итоге примирение не состоялось.

## Война
2 сентября Гусман был в Ла-Виктории и принял в свои ряды местного землевладельца Франсиско Хосе Ранхеля, у которого власти отобрали землю, чтобы помешать принять участие в выборах. Собранный Ранхелем отряд напали на имение юриста и политика-консерватора Анхеля Кинтеро, убив его дворецкого, ранив некоторых из жителей имения и освободив рабов. Правительство обвинило Гусмана в этом нападении и инициировало его арест. Но повстанческие силы не распались, а стали расти за счет приема рабочих и рабов вокруг Эсекиеля Саморы, одного из соратников Гусмана.
Видя, что восстание крестьян вышло из-под контроля, Сублетте начал предпринимать ответные шаги. Он назначил Паэса главой армии и послал 6000 человек, чтобы подавить бунты в центре и на западе, Хосе Тадео Монагаса — на восток с 3000 солдат, а также взял кредит в размере 300 000 песо для подавления восстания.

## Завершение
Правительственные войска разгромили партизан по всей территории Венесуэлы, но после этого пришлось разместить в регионах 813 ветеранов, 972 солдат и 212 полицейских из-за разгула общеуголовной преступности. В конце января 1848 года Сублетте пообещал амнистию восставшим при условии заключения сделки консерваторов с либералами. Единым кандидатом стал Хосе Тадео Монагас.